# Новотроицкое (Данковский район)
Новотроицкое — опустевшая деревня Данковского района Липецкой области России. Входит в состав Берёзовского сельсовета.

## География
Находится в 1,5 километрах юго-западнее села Колодези. Через неё проходит проселочная дорога.
В деревне имеется одна улица: Зелёная, а также два пруда.

## Население
| 2010 |
| ---- |
| 0    |

## Инфраструктура
Было личное подсобное хозяйство.

## Транспорт
Просёлочная дорога с выездом на автодорогу 42К-082.